# Tân Thành, Lạng Sơn
Tân Thành là một xã thuộc tỉnh Lạng Sơn, Việt Nam.
Xã Tân Thành có vị trí địa lý:
- Phía đông giáp xã Hòa Sơn
- Phía tây giáp các xã Hồ Sơn và Hòa Thắng
- Phía nam giáp tỉnh Bắc Giang
- Phía bắc giáp xã Cai Kinh.

Xã Tân Thành có diện tích 43,53 km², dân số năm 1999 là 6.428 người, mật độ dân số đạt 148 người/km².
Theo thống kê năm 2019, xã Tân Thành có diện tích 43,53 km², dân số là 7.795 người, mật độ dân số đạt 179 người/km².